# Вилербан
Вилербан (фр. Villeurbanne, лат. Villa Urbana) град је на истоку Француске у департману Рона и региону Рона-Алпи. Урбано подручје Вилербана лежи непосредно североисточно од подручја Лиона у агломерацији која је друга по величини у Француској (после Париза). По подацима из 2006. године број становника у месту је био 136.473.
Име града потиче од гало-римског пољопривредног подручја које се под именом Villa Urbana наслањало на град Лион (тадашњи Lugdunum). До 19. века овде је постојала само група села. Град се изузетно развио у доба индустријске револуције (текстилна, машинска, хемијска индустрија). Године 1928. место је имало 3.000 становника, а 1931. чак 82.000.

## Демографија
| 1962.   | 1968.   | 1975.   | 1982.   | 1990.   | 1999.   | 2006.   | 2011.   |
| ------- | ------- | ------- | ------- | ------- | ------- | ------- | ------- |
| 105.416 | 119.879 | 116.535 | 115.960 | 116.872 | 124.215 | 136.473 | 145.034 |

## Партнерски градови
- Бат Јам
- Abanilla
- Могиљов
- Хабаровск
- El Eulma
- Абовјан
- Алтенбург